# Fléac

Fléac este o comună în departamentul Charente, Franța. În 1 ianuarie 2022 avea o populație de 3.856 de locuitori.